# Olympische Sommerspiele 2012/Radsport – Sprint Bahn (Männer)
Der Bahnradsprint der Männer bei den Olympischen Spielen 2012 in London fand vom 4. bis 6. August 2012 im Lee Valley VeloPark statt.
Olympiasieger wurde Jason Kenny aus Großbritannien. Die Silbermedaille gewann der Franzose Grégory Baugé. Shane Perkins aus Australien sicherte sich die Bronzemedaille.

## Ergebnis

### Qualifikation
| Rang | Athlet                | Nation              | Zeit (s) | Ø Geschw. (km/h) |
| ---- | --------------------- | ------------------- | -------- | ---------------- |
| 1    | Jason Kenny           | Großbritannien      | 9,713    | 74,127           |
| 2    | Grégory Baugé         | Frankreich          | 9,952    | 72,347           |
| 3    | Shane Perkins         | Australien          | 9,987    | 72,093           |
| 4    | Robert Förstemann     | Deutschland         | 10,072   | 71,485           |
| 5    | Denis Dmitrijew       | Russland            | 10,088   | 71,371           |
| 6    | Hersony Canelón       | Venezuela           | 10,123   | 71,125           |
| 7    | Seiichirō Nakagawa    | Japan               | 10,144   | 70,977           |
| 8    | Zhang Miao            | China               | 10,155   | 70,901           |
| 9    | Edward Dawkins        | Neuseeland          | 10,201   | 70,581           |
| 10   | Njisane Phillip       | Trinidad und Tobago | 10,202   | 70,574           |
| 11   | Azizulhasni Awang     | Malaysia            | 10,226   | 70,408           |
| 12   | Jimmy Watkins         | Vereinigte Staaten  | 10,247   | 70,264           |
| 13   | Pavel Kelemen         | Tschechien          | 10,311   | 69,828           |
| 14   | Damian Zieliński      | Polen               | 10,323   | 69,747           |
| 15   | Bernard Esterhuizen   | Südafrika           | 10,350   | 69,565           |
| 16   | Hodei Mazquiarán Uría | Spanien             | 10,604   | 67,898           |
| 17   | Zafeiris Volikakis    | Griechenland        | 10,663   | 67,523           |

### 1. Runde

#### 1. Runde
Lauf 1
| Athlet             | Nation       | Zeit (s) | Ø Geschw. (km/h) |
| ------------------ | ------------ | -------- | ---------------- |
| Grégory Baugé      | Frankreich   | w/o      | w/o              |
| Zafeiris Volikakis | Griechenland | DNS      | DNS              |

Lauf 2
| Athlet                | Nation     | Zeit (s) | Ø Geschw. (km/h) |
| --------------------- | ---------- | -------- | ---------------- |
| Shane Perkins         | Australien | 10,722   | 67,151           |
| Hodei Mazquiarán Uría | Spanien    |          |                  |

Lauf 3
| Athlet              | Nation      | Zeit (s) | Ø Geschw. (km/h) |
| ------------------- | ----------- | -------- | ---------------- |
| Robert Förstemann   | Deutschland | 11,100   | 64,864           |
| Bernard Esterhuizen | Südafrika   |          |                  |

Lauf 4
| Athlet           | Nation   | Zeit (s) | Ø Geschw. (km/h) |
| ---------------- | -------- | -------- | ---------------- |
| Denis Dmitrijew  | Russland | 10,690   | 67,352           |
| Damian Zieliński | Polen    |          |                  |

Lauf 5
| Athlet          | Nation     | Zeit (s) | Ø Geschw. (km/h) |
| --------------- | ---------- | -------- | ---------------- |
| Hersony Canelón | Venezuela  |          |                  |
| Pavel Kelemen   | Tschechien | 10,840   | 66,420           |

Lauf 6
| Athlet             | Nation             | Zeit (s) | Ø Geschw. (km/h) |
| ------------------ | ------------------ | -------- | ---------------- |
| Seiichirō Nakagawa | Japan              |          |                  |
| Jimmy Watkins      | Vereinigte Staaten | 10,399   | 69,237           |

Lauf 7
| Athlet            | Nation   | Zeit (s) | Ø Geschw. (km/h) |
| ----------------- | -------- | -------- | ---------------- |
| Zhang Miao        | China    |          |                  |
| Azizulhasni Awang | Malaysia | 10,473   | 68,748           |

Lauf 8
| Athlet          | Nation              | Zeit (s) | Ø Geschw. (km/h) |
| --------------- | ------------------- | -------- | ---------------- |
| Edward Dawkins  | Neuseeland          |          |                  |
| Njisane Phillip | Trinidad und Tobago | 10,221   | 70,443           |

#### Hoffnungsläufe
Lauf 1
| Athlet          | Nation     | Zeit (s) | Ø Geschw. (km/h) |
| --------------- | ---------- | -------- | ---------------- |
| Hersony Canelón | Venezuela  | 10,439   | 68,972           |
| Edward Dawkins  | Neuseeland |          |                  |

Lauf 2
| Athlet             | Nation | Zeit (s) | Ø Geschw. (km/h) |
| ------------------ | ------ | -------- | ---------------- |
| Seiichirō Nakagawa | Japan  | 10,792   | 66,716           |
| Damian Zieliński   | Polen  |          |                  |

Lauf 3
| Athlet                | Nation    | Zeit (s) | Ø Geschw. (km/h) |
| --------------------- | --------- | -------- | ---------------- |
| Bernard Esterhuizen   | Südafrika | 10,762   | 66,902           |
| Hodei Mazquiarán Uría | Spanien   |          |                  |
| Zhang Miao            | China     |          |                  |

### 2. Runde

#### 2. Runde
Lauf 1
| Athlet              | Nation         | Zeit (s) | Ø Geschw. (km/h) |
| ------------------- | -------------- | -------- | ---------------- |
| Jason Kenny         | Großbritannien | 10,363   | 69,477           |
| Bernard Esterhuizen | Südafrika      |          |                  |

Lauf 2
| Athlet             | Nation     | Zeit (s) | Ø Geschw. (km/h) |
| ------------------ | ---------- | -------- | ---------------- |
| Grégory Baugé      | Frankreich | 10,490   | 68,636           |
| Seiichirō Nakagawa | Japan      |          |                  |

Lauf 3
| Athlet          | Nation     | Zeit (s) | Ø Geschw. (km/h) |
| --------------- | ---------- | -------- | ---------------- |
| Shane Perkins   | Australien | 10,978   | 65,585           |
| Hersony Canelón | Venezuela  |          |                  |

Lauf 4
| Athlet            | Nation              | Zeit (s) | Ø Geschw. (km/h) |
| ----------------- | ------------------- | -------- | ---------------- |
| Robert Förstemann | Deutschland         |          |                  |
| Njisane Phillip   | Trinidad und Tobago | 10,467   | 68,787           |

Lauf 5
| Athlet            | Nation   | Zeit (s) | Ø Geschw. (km/h) |
| ----------------- | -------- | -------- | ---------------- |
| Denis Dmitrijew   | Russland | 10,278   | 70,052           |
| Azizulhasni Awang | Malaysia |          |                  |

Lauf 6
| Athlet        | Nation             | Zeit (s) | Ø Geschw. (km/h) |
| ------------- | ------------------ | -------- | ---------------- |
| Pavel Kelemen | Tschechien         |          |                  |
| Jimmy Watkins | Vereinigte Staaten | 10,511   | 68,499           |

#### Hoffnungsläufe
Lauf 1
| Athlet              | Nation      | Zeit (s) | Ø Geschw. (km/h) |
| ------------------- | ----------- | -------- | ---------------- |
| Robert Förstemann   | Deutschland | 10,881   | 66,170           |
| Pavel Kelemen       | Tschechien  |          |                  |
| Bernard Esterhuizen | Südafrika   |          |                  |

Lauf 2
| Athlet             | Nation    | Zeit (s) | Ø Geschw. (km/h) |
| ------------------ | --------- | -------- | ---------------- |
| Azizulhasni Awang  | Malaysia  | 10,456   | 68,859           |
| Hersony Canelón    | Venezuela |          |                  |
| Seiichirō Nakagawa | Japan     |          |                  |

### Rennen um die Plätze 9–12
| Athlet              | Nation     | Zeit (s) | Ø Geschw. (km/h) | Rang |
| ------------------- | ---------- | -------- | ---------------- | ---- |
| Seiichirō Nakagawa  | Japan      | 10,950   | 65,753           | 9    |
| Pavel Kelemen       | Tschechien |          |                  | 10   |
| Bernard Esterhuizen | Südafrika  |          |                  | 11   |
| Hersony Canelón     | Venezuela  |          |                  | 12   |

### Viertelfinale
Lauf 1
| Athlet            | Nation         | 1. Rennen | 2. Rennen |
| Athlet            | Nation         | Zeit (s)  | Zeit (s)  |
| ----------------- | -------------- | --------- | --------- |
| Jason Kenny       | Großbritannien | 10,433    | 10,030    |
| Azizulhasni Awang | Malaysia       |           |           |

Lauf 2
| Athlet            | Nation      | 1. Rennen | 2. Rennen |
| Athlet            | Nation      | Zeit (s)  | Zeit (s)  |
| ----------------- | ----------- | --------- | --------- |
| Grégory Baugé     | Frankreich  | 10,472    | 10,300    |
| Robert Förstemann | Deutschland |           |           |

Lauf 3
| Athlet        | Nation             | 1. Rennen | 2. Rennen |
| Athlet        | Nation             | Zeit (s)  | Zeit (s)  |
| ------------- | ------------------ | --------- | --------- |
| Shane Perkins | Australien         | 10,520    | 10,263    |
| Jimmy Watkins | Vereinigte Staaten |           |           |

Lauf 4
| Athlet          | Nation              | 1. Rennen | 2. Rennen |
| Athlet          | Nation              | Zeit (s)  | Zeit (s)  |
| --------------- | ------------------- | --------- | --------- |
| Njisane Phillip | Trinidad und Tobago | 10,545    | 10,300    |
| Denis Dmitrijew | Russland            |           |           |

### Rennen um die Plätze 5–8
| Athlet            | Nation             | Zeit (s) | Ø Geschw. (km/h) | Rang |
| ----------------- | ------------------ | -------- | ---------------- | ---- |
| Denis Dmitrijew   | Russland           | 10,340   | 69,632           | 5    |
| Jimmy Watkins     | Vereinigte Staaten |          |                  | 6    |
| Robert Förstemann | Deutschland        |          |                  | 7    |
| Azizulhasni Awang | Malaysia           |          |                  | 8    |

### Halbfinale
Lauf 1
| Athlet          | Nation              | 1. Rennen | 2. Rennen |
| Athlet          | Nation              | Zeit (s)  | Zeit (s)  |
| --------------- | ------------------- | --------- | --------- |
| Jason Kenny     | Großbritannien      | 10,159    | 10,166    |
| Njisane Phillip | Trinidad und Tobago |           |           |

Lauf 2
| Athlet        | Nation     | 1. Rennen | 2. Rennen |
| Athlet        | Nation     | Zeit (s)  | Zeit (s)  |
| ------------- | ---------- | --------- | --------- |
| Grégory Baugé | Frankreich | 10,358    | 10,268    |
| Shane Perkins | Australien |           |           |

### Rennen um Bronze
| Athlet          | Nation              | 1. Rennen | 2. Rennen | Rang   |
| Athlet          | Nation              | Zeit (s)  | Zeit (s)  | Rang   |
| --------------- | ------------------- | --------- | --------- | ------ |
| Shane Perkins   | Australien          | 10,489    | 10,297    | Bronze |
| Njisane Phillip | Trinidad und Tobago |           |           | 4      |

### Finale
| Athletin      | Nation         | 1. Rennen | 2. Rennen | Rang   |
| Athletin      | Nation         | Zeit (s)  | Zeit (s)  | Rang   |
| ------------- | -------------- | --------- | --------- | ------ |
| Jason Kenny   | Großbritannien | 10,232    | 10,308    | Gold   |
| Grégory Baugé | Frankreich     |           |           | Silber |